# Ausschuss für Nichtregierungsorganisationen
Der Ausschuss für Nichtregierungsorganisationen ist ein Unterausschuss des neu bestellten UN-Wirtschafts- und Sozialrats und wurde 1946 gegründet.
Er ist u. a. für die Akkreditierung von Menschenrechts- und Nichtregierungsorganisationen bei den Vereinten Nationen in New York zuständig. Aufsehen erregte am 17. Mai 2006 die Entscheidung des Unterausschusses, auf Betreiben des Irans und mit Unterstützung der Länder Kamerun, Volksrepublik China, Elfenbeinküste, Pakistan, der russischen Föderation, Senegal und Sudan sowie des Vertreters des Vatikans eine Akkreditierung der Vereinigung LSVD abzulehnen. Erstmals haben die Staaten USA und Kolumbien für die Akkreditierung einer Homosexuellenorganisation gestimmt. Die Akkreditierung war auch von Deutschland unterstützt worden. Der LSVD wäre der einzige Verein unter den ca. 2700 akkreditierten Nichtregierungsorganisationen, der sich für eine Interessenvertretung von Schwulen und Lesben einsetzte.

## Weblink
- Offizielle Webseiten (englisch; Stand 2008)